# Portret Adama Mickiewicza (obraz Henryka Piątkowskiego)
Portret Adama Mickiewicza – obraz olejny (portret) namalowany przez polskiego malarza Henryka Piątkowskiego w 1898 roku.
Obraz przedstawia nieżyjącego już wówczas Adama Mickiewicza w pozycji siedzącej, z papierosem w lewej dłoni.
Obraz znajduje się w zbiorach Muzeum Narodowego w Warszawie.